# Buch (Breitenbrunn)
Buch ist ein Gemeindeteil des Marktes Breitenbrunn im Landkreis Neumarkt in der Oberpfalz in Bayern.

## Lage
Das Kirchdorf liegt nordöstlich des Gemeindesitzes Breitenbrunn. Nachbardorf ist Langenthonhausen. Der nördlich gelegene Ort Rasch gehörte bis 1956 zur Gemeinde Buch.

## Geschichte
In der Flur um Buch wurden Funde aus dem Mesolithikum und Neolithikum gemacht. Auch die Hallstattzeit lässt sich durch Funde nachweisen.
Buch, ein Filialdorf der Pfarrei Breitenbrunn, die zu den Stiftungsgütern des Nonnenklosters Bergen gehörte, wird erstmals 1398 in einer Urkunde dieses Klosters erwähnt. In der Herrschaft Breitenegg-Breitenbrunn gelegen, waren die Dorfbesitzer die edelfreien Herren von Laaber; ihr Sitz befand sich etwa einen Kilometer nordwestlich von Buch, wo sich in der Flur „Schanzberg“ oberhalb von Bachhaupt der Burgstall nachweisen lässt. 1424 veräußerte Hadmar von Laaber aufgrund von Verschuldung unter anderem sechs Höfe und zwei Güter zu Buch an die Frau des Nürnberger Bürgers Lienhart Groland namens Kunigunde. Da über die rechtlichen Konsequenzen dieses Verkaufs Differenzen entstanden, entschied der Rat zu Nürnberg noch im gleichen Jahr, am 27. September 1424, dass zu diesen Gütern in Buch alle Zugehörungen, Leute und Nutzungen gehörten. 1425 erwarb Kunigunde Groland von Agnes, der Witwe Heinz Kemnathers, und von deren Sohn Dietrich Kemnather deren Güter in Buch hinzu, bestehend aus einem Hof, einem Söldengut und zwei wüsten Hofstätten und Stallungen. Auch kam sie in den Besitz eines Hofes zu Buch, den ihr Peter Heberstorffer verkauft hatte, und einer Holzmark bei Buch, die ihr Dietrich Kemnather überlassen hatte. 1451 machte Ulrich von Laaber, der sich inzwischen finanziell erholt hatte, von seinem Wiederkaufsrecht Gebrauch und kaufte das halbe Dorf Buch (drei Höfe, zwei Güter, eine Holzmark am Mantlach) von Lienhart Groland zurück. Die andere Dorfhälfte – vier Höfe und ein Söldengut – hatte Kunigunde Groland ihrer Tochter Anna überlassen, die diese Güter 1451 dem Ritter Friedrich von Murach verkaufte. Nach dem Tode Ulrichs ging die Herrschaft Breitenegg und damit die Landeshoheit auch über Buch an dessen Schwager Konrad von Pappenheim über. 1473 bis 1592 gehörte die Herrschaft Breitenegg den Wildensteinern. Da sich diese ab Mitte des 16. Jahrhunderts der Reformation zuwandten, wurden sie vom Kaiser nicht mehr mit der Hochgerichtsbarkeit belehnt. 1611 bis 1624 gehörte die Herrschaft Breitenegg hochgerichtlich den Herzögen von Bayern. Gemäß einem Hemauer Erbrechtsbrief-Verzeichnis von 1556 waren zu dieser Zeit fünf Anwesen in Buch an das Benediktinerinnenkloster Bergen abgabepflichtig und damit im Besitz von Pfalz-Neuburger Hintersassen. Kurfürst Maximilian I. von Bayern schenkte die Herrschaft Breitenegg-Breitenbrunn und damit die Hochgerichtsbarkeit über Buch 1624 dem Generalleutnant Johann t’Serclaes von Tilly als Entlohnung für seine Dienste während des Dreißigjährigen Krieges. Tillyscher Ort blieb Buch bis 1744, als Ignaz Joseph von Gumppenberg die gesamte Reichsgrafschaft (seit 1635) Breitenegg von seiner Großtante erbte, einer Gräfin von Montfort, geborene Reichsgräfin von Tilly. 1792 verkaufte er die Grafschaft, die außer Buch elf weitere Dörfer und 13 Weiler und Einöden umfasste, an den bayerischen Kurfürsten Karl Theodor. Gegen Ende des Alten Reiches, um 1800, bestand das in der Reichsherrschaft Breitenegg gelegene Dorf Buch aus fünf pfalz-neuburgischen Anwesen, nämlich zwei Halbhöfen und drei kleineren Anwesen, die dem Kastenamt Hemau unterstanden, sowie aus zehn reichsherrschaftlichen Anwesen, die nach Breitenegg zinsten.
1803 kam Buch mit den Gemeindeteilen Bottelmühle, Rasch und Froschau zum Landgericht Neumarkt in der Oberpfalz (ab 1817 im Regenkreis) und ab 1821 zum Landgericht Hemau. 1838 wurde der Regenkreis in Kreis Regensburg und Oberpfalz umbenannt. 1862 wurde Buch dem neu errichteten Bezirksamt Hemau und 1880 dem Bezirksamt (1938–1972 Landkreis) Parsberg eingegliedert.
1956 wurde die bis dato zu Buch gehörende Ortsflur Rasch ausgegliedert und in den Ort Kemnathen eingegliedert. Gleichzeitig wurde eine Flurbereinigung durchgeführt. Mit der bayerischen Gebietsreform wurde Buch am 1. Januar 1972 zusammen mit seinen Gemeindeteilen Froschau und Bottelmühle zu einem Ortsteil des Marktes Breitenbrunn.
1962 wurde anstelle des alten Gemeindehauses (Hüthaus) ein neues Feuerwehrhaus errichtet. 1979 erbaute man eine Ortshalle.

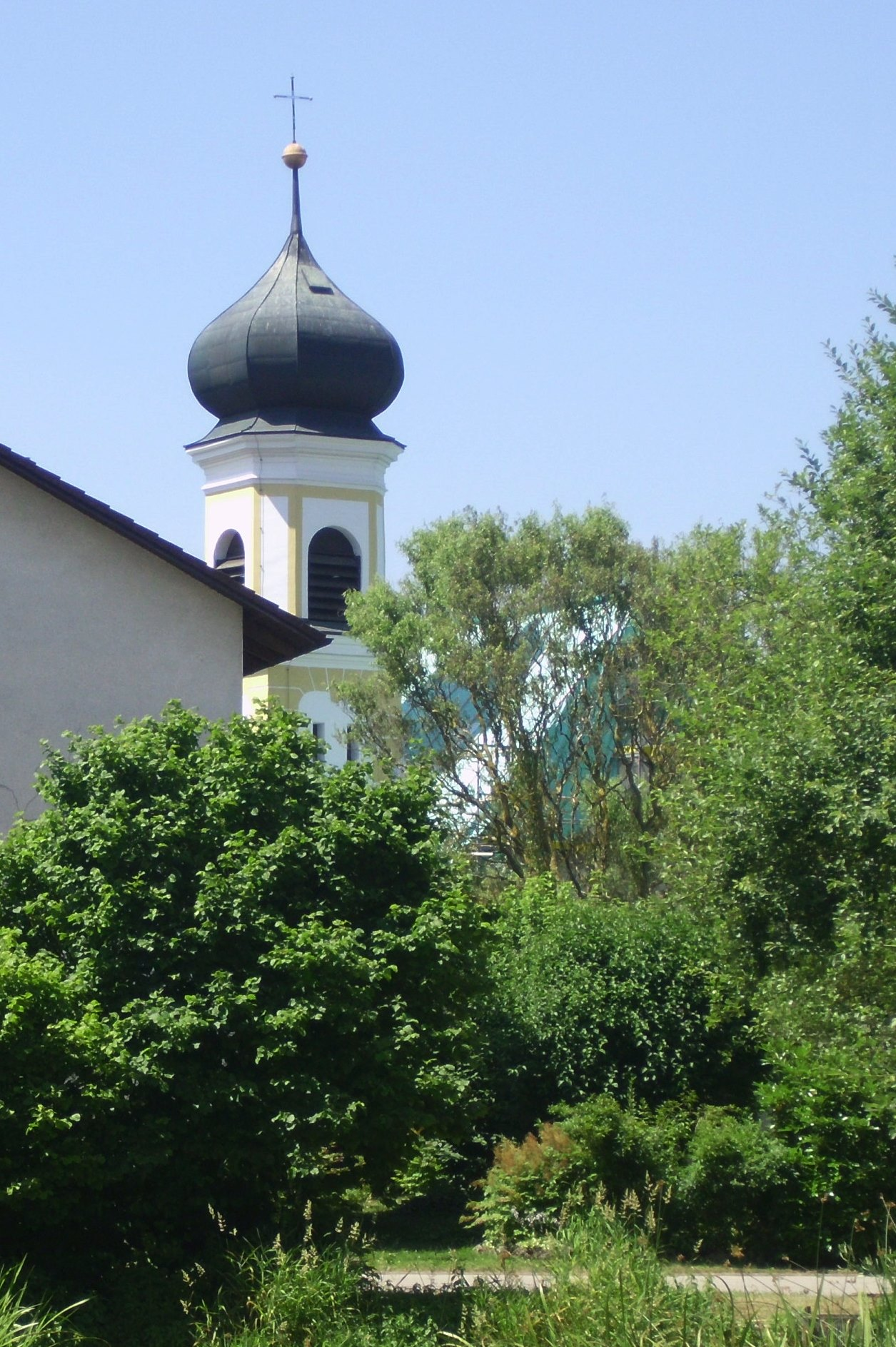
Der Kirchturm der Filialkirche St. Thomas

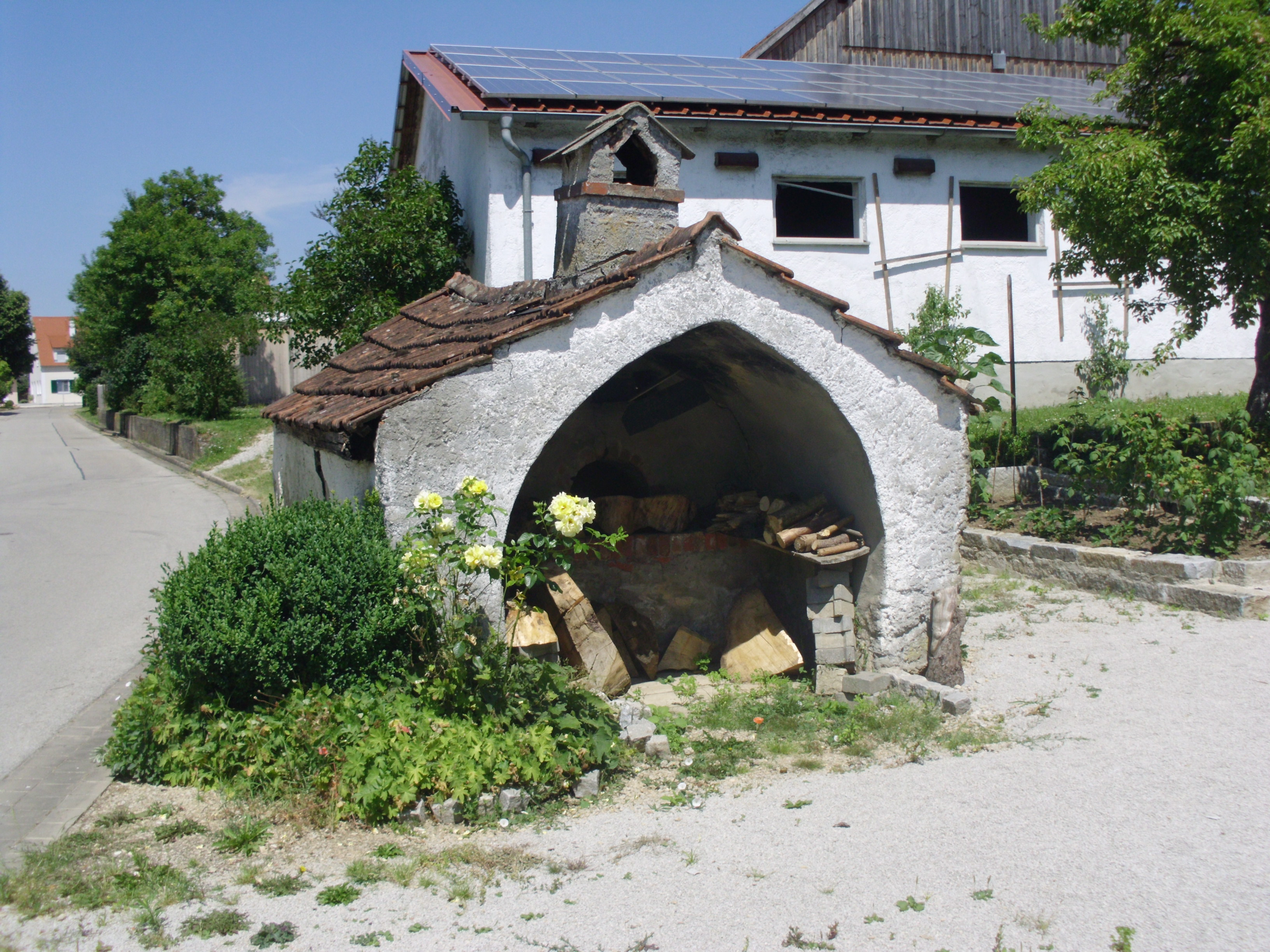
Backhäuschen im Ort

### Einwohnerzahl des Ortes Buch
- 1835: 154 (26 Häuser)[9]
- 1871: 120[10]
- 1937: 166[11]
- 1950: 191 (27 Wohngebäude)[12]
- 1961: 136 (26 Wohngebäude)[13]
- 1987: 119 (27 Wohngebäude, 31 Wohnungen)[14]

### Einwohnerzahl der Gemeinde Buch
- 1871: 286 (5 Orte: Buch mit 120 Einwohnern, Bottelmühle 9, Fröschau 20, Rasch 129, St. Sebastian 3; 53 Wohngebäude)[15]
- 1937: 347 (4 Orte: Buch mit 166 Einwohnern, Rasch 162, Froschau 16, Bottelmühle 3)[16]
- 1950: 363 (4 Orte: Buch mit 191 Einwohnern, Rasch 144, Fröschau 19, Bottelmühle 9: 65 Wohngebäude)[17]
- 1961: 186 (3 Orte: Buch mit 136 Einwohnern, Froschau 42, Bottelmühle 2; 35 Wohngebäude)[18]

## Katholische Filialkirche St. Thomas
Das Dorf gehörte seit alters her zur Urpfarrei Breitenbrunn in der Diözese Eichstätt. Erstmals ist eine Kirche in Buch in einem Eichstätter Visitationsbericht von 1602 erwähnt, in dem es heißt, dass die Kirche 1594 abgebrannt sei. In der ersten Hälfte des 17. Jahrhunderts wurde der Sakralbau neu errichtet; er hatte einen Dachreiter mit Zwiebelhaube. 1735 verlängerte man die Kirche und stattete sie barock aus. 1898/99 wurde die Apsis der Kirche abgerissen und der von einem Viereck in ein Achteck übergehende Kirchturm, wiederum mit Zwiebelhaube, errichtet sowie eine Sakristei angebaut. Der viersäulige barocke Altar wurde 1961 neu gefasst; das Altarbild zeigt den Kirchenpatron mit dem auferstandenen Christus. 1967 kam ein neuer Kreuzweg aus Hohenried aus der 2. Hälfte des 18. Jahrhunderts in die Kirche. Zur weiteren Ausstattung gehört eine spätgotische Mondsichelmadonna an der linken Langhauswand.

## Katholische Wallfahrtskirche St. Sebastian

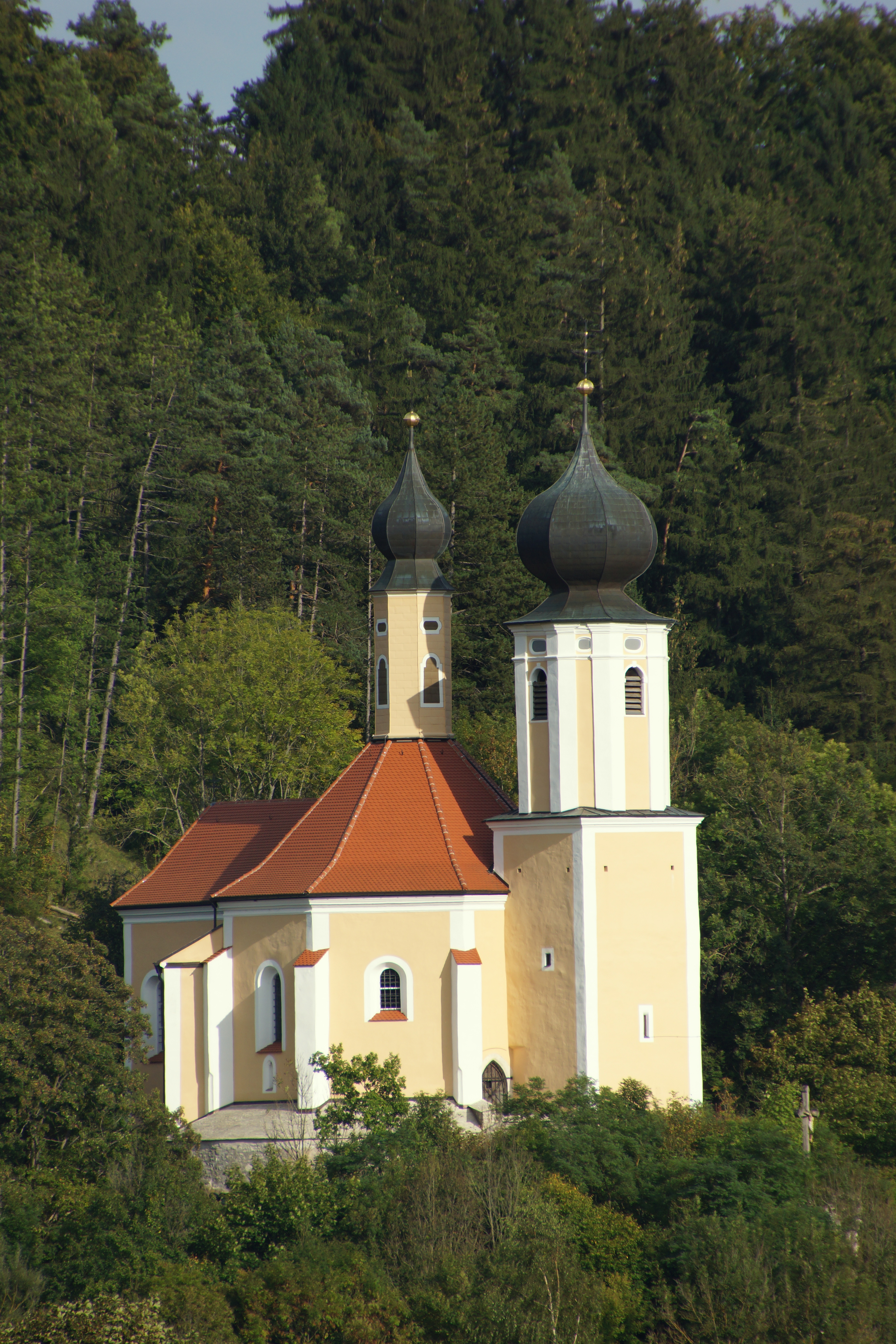
Wallfahrtskirche St. Sebastian

Die zur Gemeinde Buch gehörende, heute am Ortsrand von Breitenbrunn gelegene Wallfahrtskirche zum hl. Sebastian wurde um 1386 im gotischen Stil errichtet. Für 1401 ist eine Konsekration überliefert. 1702 bis 1708 wurde die Kirche vergrößert und am 6. Oktober 1720 konsekriert. Sie hat seitdem zwei Kuppeltürme. Von 1729 bis 1732 lebte an der Kirche ein Einsiedler. Das Einsiedlerhaus, 1836 von zwei, 1871 von drei Personen bewohnt, wurde 1903 abgerissen. Im gleichen Jahr erfolgte eine Renovierung der Kirche. Sie ist mit drei Altären ausgestattet, die dem hl. Sebastian, dem hl. Florian und der hl. Magdalena geweiht sind.

## Sonstiges
- Wildrosengarten Buch (ca. 25 Wildrosen-Arten)
- 1,5 ha großer Internationaler (Wald-)Pfadfinder-Zeltplatz „Bucher Berg“ mit Küchenhütte und Sanitäranlagen
- Natur-Kultur-Pfad „Bucher Berg“
- In Buch war zumindest  im 18. Jahrhundert  (1745) ein Weber ansässig (Briefprotokoll 270 Hemau).  Im 19. Jahrhundert waren auch Maurer, Zimmerleute und Taglöhner in Fröschau ansässig. (Kataster)

## Vereine
- Freiwillige Feuerwehr Buch (gegründet 1898)
- Schützenverein St. Sebastian Buch (gegründet 1965)